# Caetés
Caetés, amtlich Município de Caetés, ist eine Stadt im Bundesstaat Pernambuco im Nordosten Brasiliens. Bei der Volkszählung 2010 hatte der gesamte Gemeindebezirk 26.577 Einwohner, die zum 1. Juli 2021 auf 29.065 Einwohner geschätzt wurden. Die Fläche beträgt rund 295 km². Die Entfernung zur Hauptstadt Recife beträgt 252 km.
Die Landwirtschaft von Caetés produziert u. a. Mais, Bohnen, Baumwolle und Maniok.
Die Besiedlung begann etwa 1834. Bis 1963 gehörte Caetés vor seiner Ausgliederung als „Distrito de Caetés“ (zuvor „Distrito de São Caetés“) zur Stadt Garanhuns.

## Persönlichkeiten
- Luiz Inácio Lula da Silva (* 1945), brasilianischer Präsident